# Vénétie maritime
La Vénétie maritime, en latin Venetia maritima, en grec Bενετικὰ / Venetikà est un territoire de l’Italie byzantine parfois aussi appelé Vénétie byzantine, situé au nord de l’exarchat de Ravenne et correspondant à la zone côtière de l’antique région Vénète, c’est-à-dire aux côtes des actuels Vénétie et Frioul-Vénétie Julienne, distincte de l’intérieur des terres de la Vénétie euganéenne passée à la fin du VIe siècle sous le contrôle des Lombards.

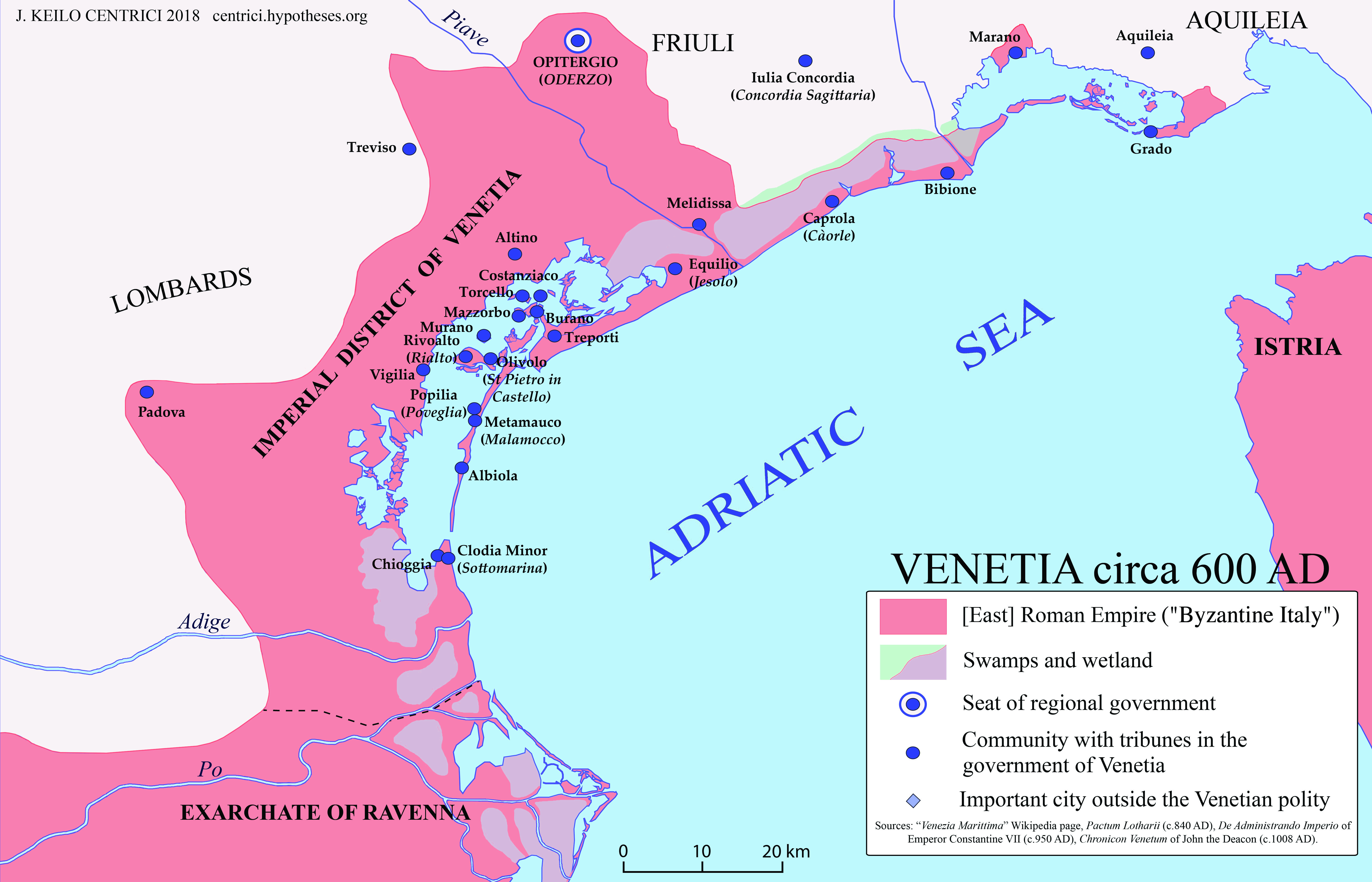
En rose la Vénétie maritime.

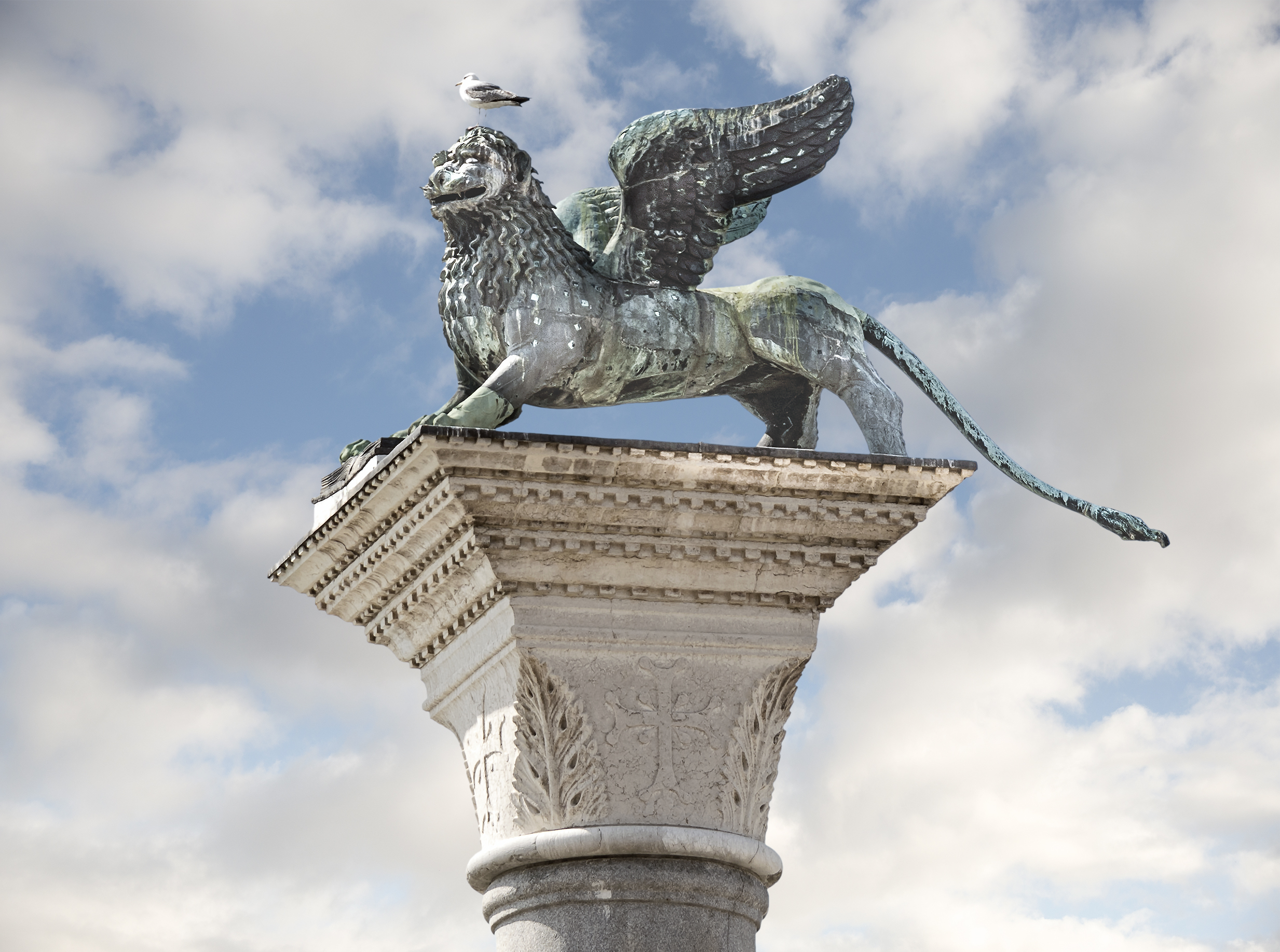
Le lion de Saint-Marc.

## Origine
Le territoire concerné était une zone lagunaire et deltaïque des possessions de l’Empire romain d'Orient en Italie, caractérisé par des établissements épars, sans centres urbains de référence. Les conditions géographiques (omniprésence de l’eau, inondations du Pô, marées adriatiques…) favorisèrent de nouveaux modèles sociaux et économiques qui se développèrent à partir des activités traditionnelles lagunaires de l’époque romaine, comme la pêche, l’exploitation des cannes, le travail du verre et l’extraction du sel. Fuyant les invasions barbares, la population romanisée locale a choisi ces milieux paraliques comme refuges, car avec un mètre en moyenne de profondeur, et un labyrinthe de canaux (velme), de vasières (piane), de lais naturels (barene) et de sansouires (palude), la lagune vénitienne offrait une excellente protection contre les envahisseurs à la fois terrestres qui s’y envasaient, et maritimes qui s’y échouaient : seuls des bateaux à fond plat pouvaient y accéder à condition que le pilote connaisse bien la topographie changeante des lieux. Là, cette population romane a notablement développé le commerce, grâce aux exemptions fiscales dont profitait l’Italie byzantine. Mais la distance jusqu’à Constantinople et les controverses politiques du système dit des « Trois Chapitres » causeront l’apparition de deux factions en lutte entre elles, s’appuyant à tour de rôle tantôt sur les Lombards, tantôt sur les Romains d’Orient (« Byzantins »), jusqu’à ce que la forte autonomie concédée par les empereurs byzantins soit officialisée par la constitution, entre la fin du VIIe siècle et le début du VIIIe siècle, du Ducatus Venetiae (duché de Venise, matrice de la future république de Venise).

## Territoire et implantations

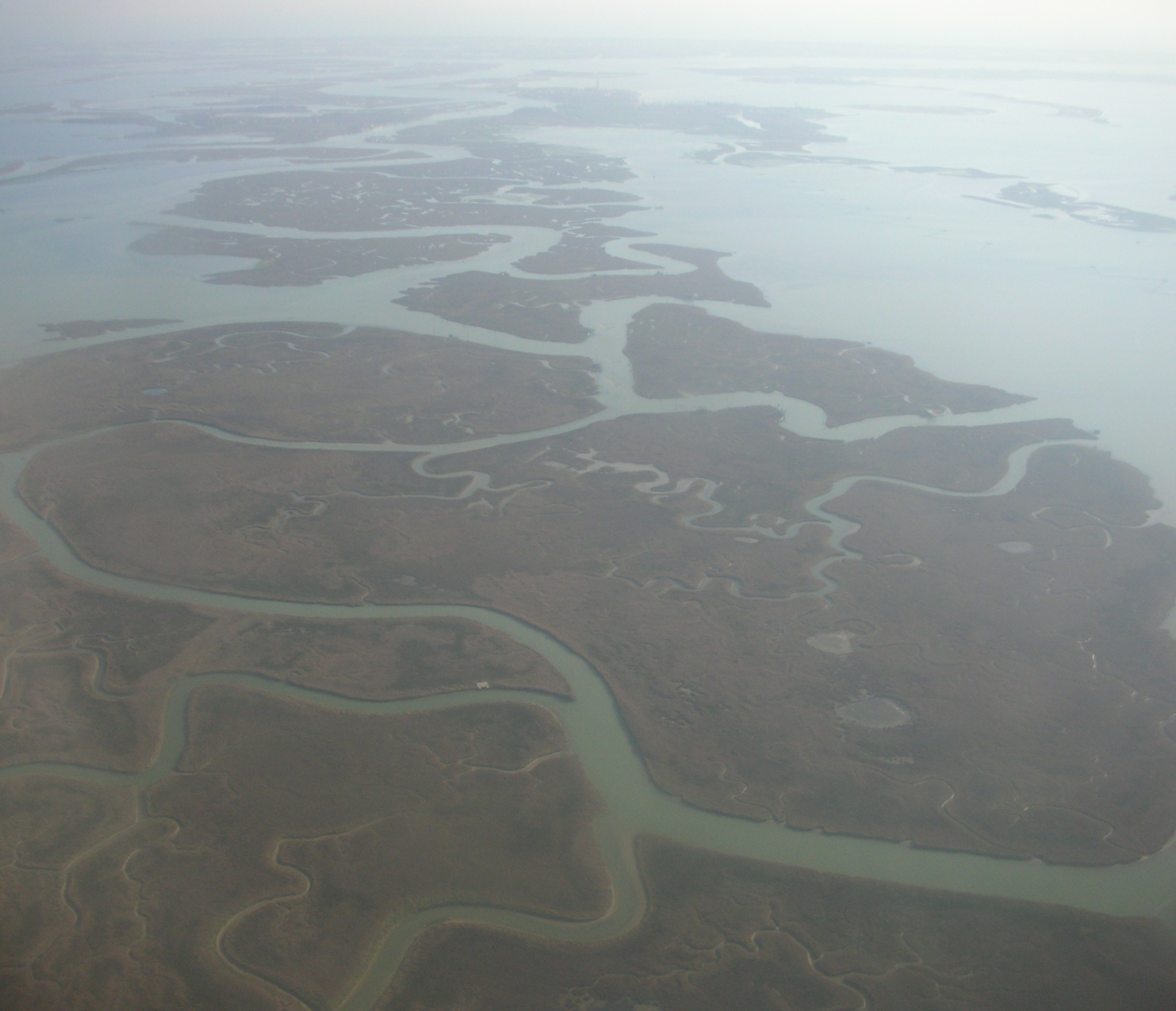
La lagune de Venise

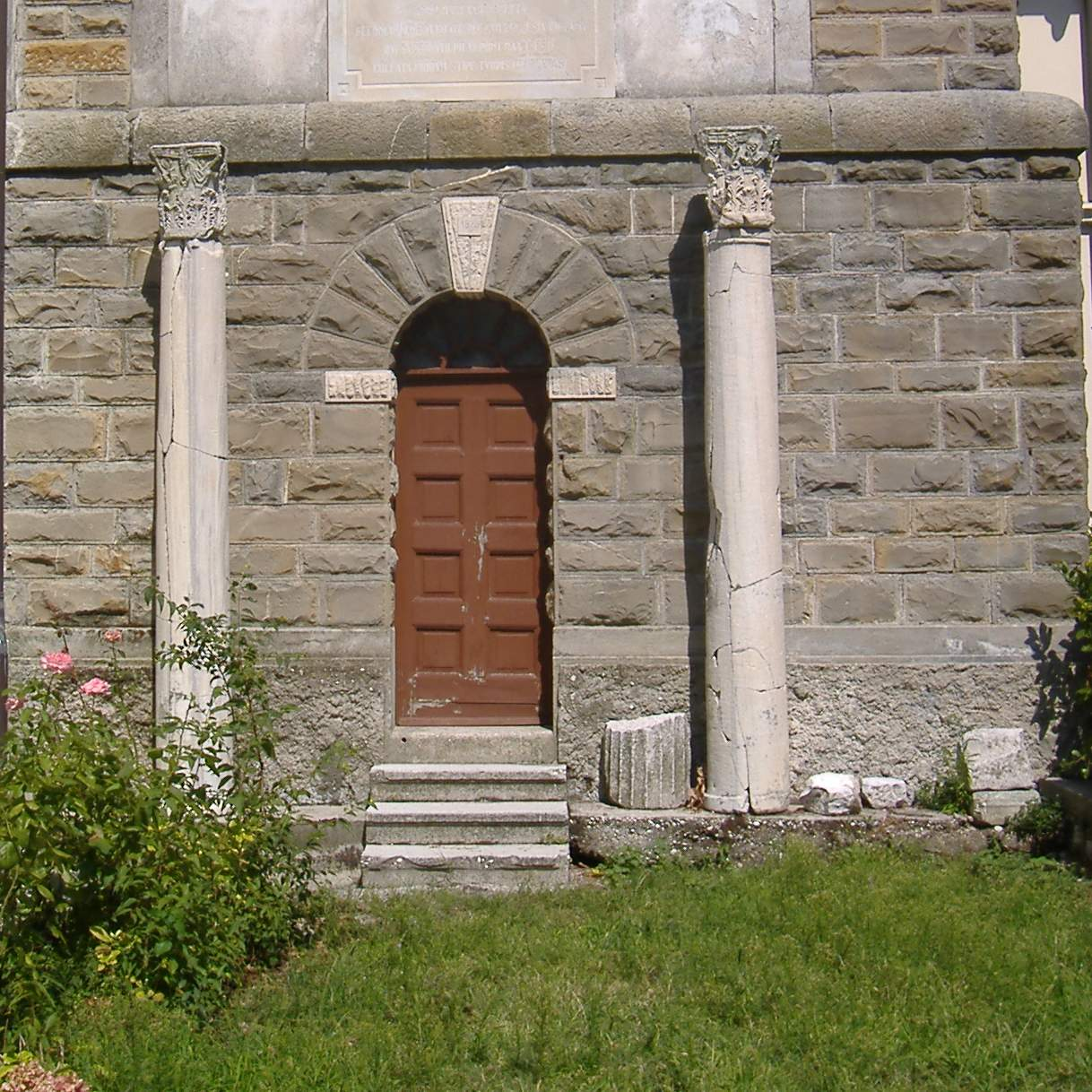
Antiques colonnes du sanctuaire d’art paléochrétien de la Madonna di Barbana, à Grado, VIe siècle.

Après l’occupation par les Lombards d’une bonne partie de l’actuelle Vénétie, la Vénétie maritime reste romaine et sert de refuge aux populations romanes qui s’abritent dans les zones lagunaires où les protégeait la flotte impériale (classis adriatica, devenue plus tard la marine vénitienne). Ces populations qui édifièrent de nouveaux centres sur les îles de la côte Adriatique, pensaient pouvoir regagner un jour leur région d’origine, la Vénétie continentale.
La zone gouvernée par l’administration romaine d’Orient s’étendait entre les lagunes de Venise, de Merano et de Grado, sur une partie de l’actuelle côte du Frioul, sur Chioggia et, pour une brève période, sur une partie de l’arrière-pays vénète entre les fleuves Adige et Brenta.
À partir du Nord on y trouvait:
- Grado, siège patriarcal (Patriarchatus Gradensis), qui sous l’autorité de la métropole, jouit d’une ample autonomie ;
- Marano ;
- Bibione ;
- Clodia Concordia, cité romane sur les bords de la lagune, rapidement détruite par la conquête lombarde ;
- Caprola, cité devenue siège de l’évêque et de ses gens depuis 606[4] ;
- Opitergio, antique cité romane, principal centre administratif de la province jusqu’à la conquête lombarde[5] ;
- Melidissa aussi appelée Heracleia, port lagunaire d’Opitergio, dont l’importance grandit à mesure qu’Opitergio décline, et qui finit par devenir capitale et nouveau siège du diocèse à sa place[6] ;
- Equilio, rivale de l’Héraclia voisine, et qui profite aussi du déclin d’Opitergio ;
- Altino, cité romaine détruite par l’invasion lombarde ;
- Torcello, principal centre commercial des lagunes, point stratégique au centre de la zone lagunaire formée par les fleuves Piave, Sile, Dese et Zero, et qui reçoit les réfugiés d’Altino[7] ;
- Treporti, port à l’entrée du système lagunaire de Torcello ;
- Ammiana, centre urbain satellite de Torcello ;
- Costanziaco, autre satellite de Torcello ;
- Maiurbum, satellite de Torcello dont le nom dérive de vicus Maioribus, village de pêcheurs qui se livre aussi à l’horticulture[8] ;
- Burano, ville au sud de Torcello, fondée sur un groupe d’îles (barene) peuplées par des réfugiés de l’arrière-pays, principalement d’un quartier de Altino, le vicus Boreanum[9].
- Mureana, autre centre issu de la chute d'Altino et où se concentra la majeure partie des activités industrielles liées au travail du verre[10];
- Rivo Alto, premier centre de la future Venise, développé le long du profond canal (velma) creusé par le courant de la Brenta à travers la lagune ;
- Olivolo, centre issu du groupe d’îlots occupé par le siège épiscopal de Rivoalto ;
- Malamocco, cité stratégique sur un des lidos (cordons littoraux) le plus éloignés de l’arrière-pays lombard, devint capitale de la Venetia maritima à la création du Duché de Venise ;
- Popilia, centre proche de Malamocco, à l’intérieur de la lagune ;
- Vigilia, petit centre à l’intérieur de la lagune ;
- Albiola, port au sud de Malamocco ;
- Chioggia Minore, port de Chioggia Maggiore, à l’extrême sud de la lagune[11];
- Chioggia Maggiore, déjà cité romaine sous les noms de Claudia, Clusia, Cluia, Cluzia et Clugia major, était le principal centre de la partie méridionale de la province, le plus ancien centre habité de la lagune et le principal port avant l'érection de Venise ;
- Brondolo, port de Chioggia, antique Mansio près de la via Popilia, nœud d’échange entre les communications maritimes, lagunaires et terrestres[12].

## Histoire

### La reconquête romaine

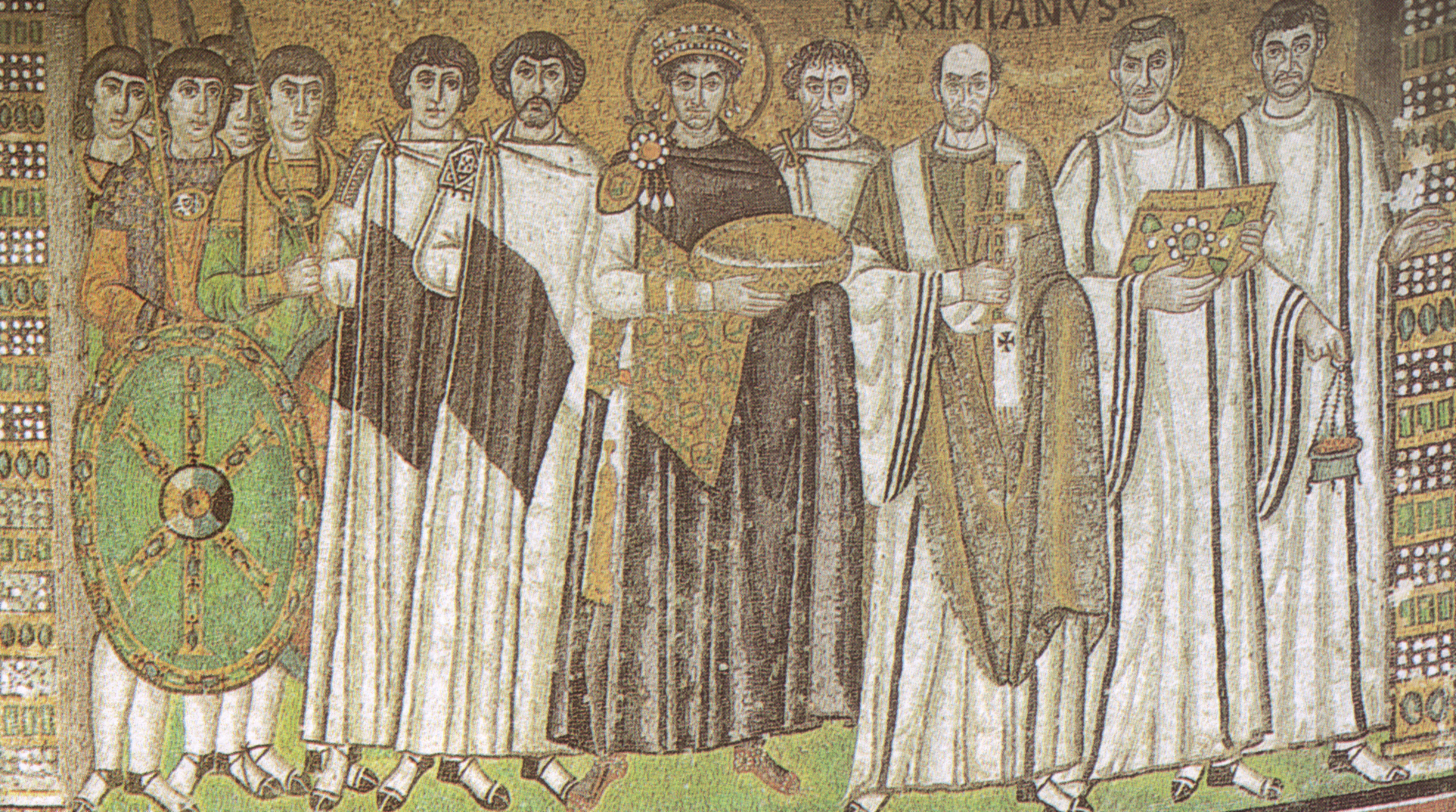
Justinien Ier et sa cour : mosaïque de la basilique San Vitale de Ravenne.

En 554 s'achève la guerre contre les Ostrogoths, par laquelle l'empereur Justinien Ier reconquiert la péninsule italienne, la Dalmatie et la Sicile ; avec ses conquêtes ultérieures de l’actuelle Tunisie, de la Sardaigne, de la Corse et des Baléares prises aux Vandales en 533-534, et de l’Espagne du Sud prise aux Visigoths en 554, une partie des territoires de l’ex-Empire romain d'Occident retrouvent la domination romaine (d'Orient). À partir de ce moment et jusqu’en 584, tous ces territoires de langues romanes et de tradition latine sous contrôle de l'Empire romain d'Orient sont réorganisés : l'antique préfecture du prétoire qui siégeait à Ravenne, fut confiée au général byzantin Narsès ; la Vénétie-et-Istrie constituent une nouvelle province romaine, jusqu’à fin 754, lorsque la Vénétie lagunaire est séparée de l'Istrie qui elle, fut incluse dans le thème de Dalmatie.
En 554, des zones du nord de la Vénétie étaient encore aux mains des Goths et des Francs ; en quelques jours de l’an 559, Narsès réussit à les chasser de ces territoires : la conquête fut complète en 561-562 avec la reddition de Vérone et Brescia. Trente ans plus tard, la préfecture d'Italie devint, par une nouvelle réforme, l’Exarchat de Ravenne dirigé par un fonctionnaire nommé par l’empereur romain d'Orient, avec pleins pouvoirs civils et militaires.

### La crue de Paul Diacre
À l’époque, durant l’Antiquité tardive, le système lagunaire était différent et beaucoup plus étendu que l’actuel, constitué par un complexe ininterrompu entre les deltas du Pô au sud, et de l'Isonzo au nord, d'où le nom de « Vénétie maritime ». Il est aujourd’hui fragmenté entre les lagunes de Comacchio, de Venise, de Caorle, de Marano et de Grado. Ce vaste système servait de voie de navigation interne, parallèle aux antiques routes romaines de la terre ferme, et protégeait les cités côtières bâties sur les îles (barene) et des cordons littoraux (lidos). Ce système lagunaire fut chamboulé à la fin du VIe siècle par les grandes crues du 7 octobre 589, dues à la « rupture de la Cucca » ou « crue de Paul Diacre », dont l’intensité modifia le cours des fleuves et initia la séparation progressive des diverses lagunes.

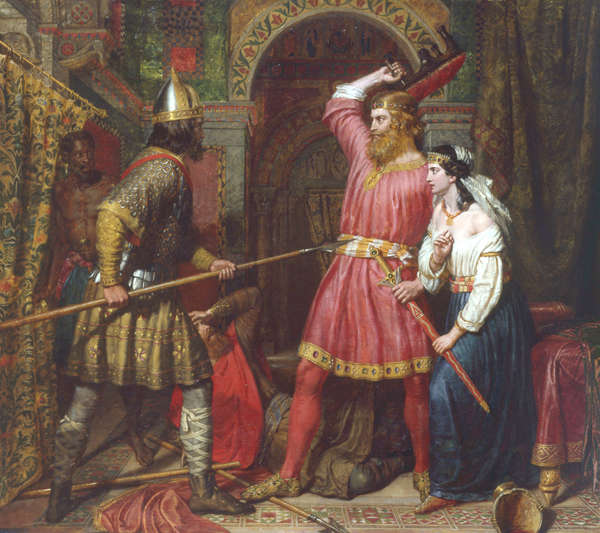
Assassinat en 572 à Vérone du roi de Lombardie Alboïn par son épouse Rosmunda.

### L'invasion lombarde

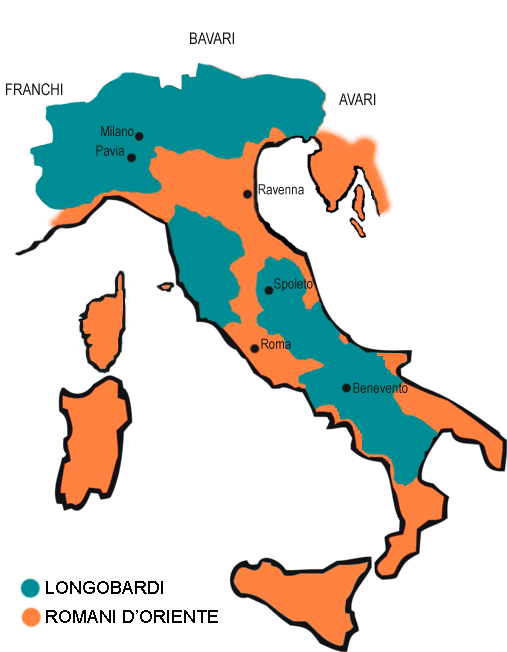
Carte de l’exarchat d'Italie en 572, sous l’empereur byzantin Justin II, après l’invasion des Lombards.

En 568, profitant de la faiblesse de l’Italie byzantine septentrionale, encore exsangue après la guerre gothique et la peste « justinienne », le peuple germanique des Lombards, venant de Pannonie, traversa l'Isonzo, détruisit le castrum romain de Forum Iulii, occupa cette cité et envahit la vallée du Pô et la zone la plus orientale de la Vénétie, puis Aquilée et Trévise, en accord avec l’Église locale, et plus tard Vérone, Vicence, Milan, Pavie et enfin Julia Concordia. En outre, les Lombards pillèrent l’Italie centrale et nord-occidentale. En 572, ils firent de Pavie la capitale du nouveau Regnum Langobardorum.
À la suite de l’invasion lombarde, ne restèrent sous le contrôle romain d’Orient que Padoue, Oderzo, Monselice et Crémone, ainsi que la zone côtière. Le patriarche d’Aquilée, Paul, se réfugia dans la lagune, à Grado. Les citoyens de Julia Concordia devenue lombarde en firent autant et fondèrent Caorle.

### La résistance des Romains
|                                                                               |  |                                                                   |
| L'éparchie Annonaria constituée par l’empereur byzantin Tibère II Constantin. |  | Le thème de Venetikà créé après la réforme de l'empereur Maurice. |

Après la mort de Justinien Ier la situation politique en Italie romaine devint instable : l’Empire était assiégé au Nord par les Avars et les Slaves, à l’Est par les Perses, et dans la péninsule italienne par les Lombards. La dernière tentative de reconquête de la péninsule, sans succès final, fut tentée en 576 par le général curopalatin Baduaire, sous la régence de Tibère II Constantin, avec l’aide financière et civile des cités italiennes, ce qui fait que l’armée romaine d’Italie se composa de légionnaires propriétaires terriens, appelés milites limitanei (« soldats de frontière »), aux ordres de l’exarchat de Ravenne.
Cette réforme concerna aussi la lagune de Venise, qui, davantage liée à une économie maritime et lagunaire qu’à celle de la terre ferme, y gagna une forte autonomie, tant dans l’administration du système des taxes, que dans la constitution de l’organisation civile. En 580, Tibère II Constantin supprima la province de Venetia en constituant l'éparchie Annonaria, avec Ravenne, l’Émilie et la basse plaine du Pô lombarde, mais en 584, l’empereur Maurice la restructura en thème sous le nom de Venetikà.

### Le schisme duVIesiècleet la fondation du Patriarcat d’Aquilée-Grado

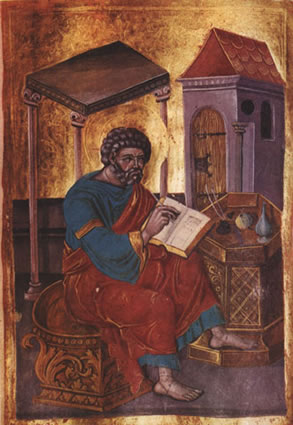
Icone de l’évangéliste San Marco, premier évêque d’Aquilée.

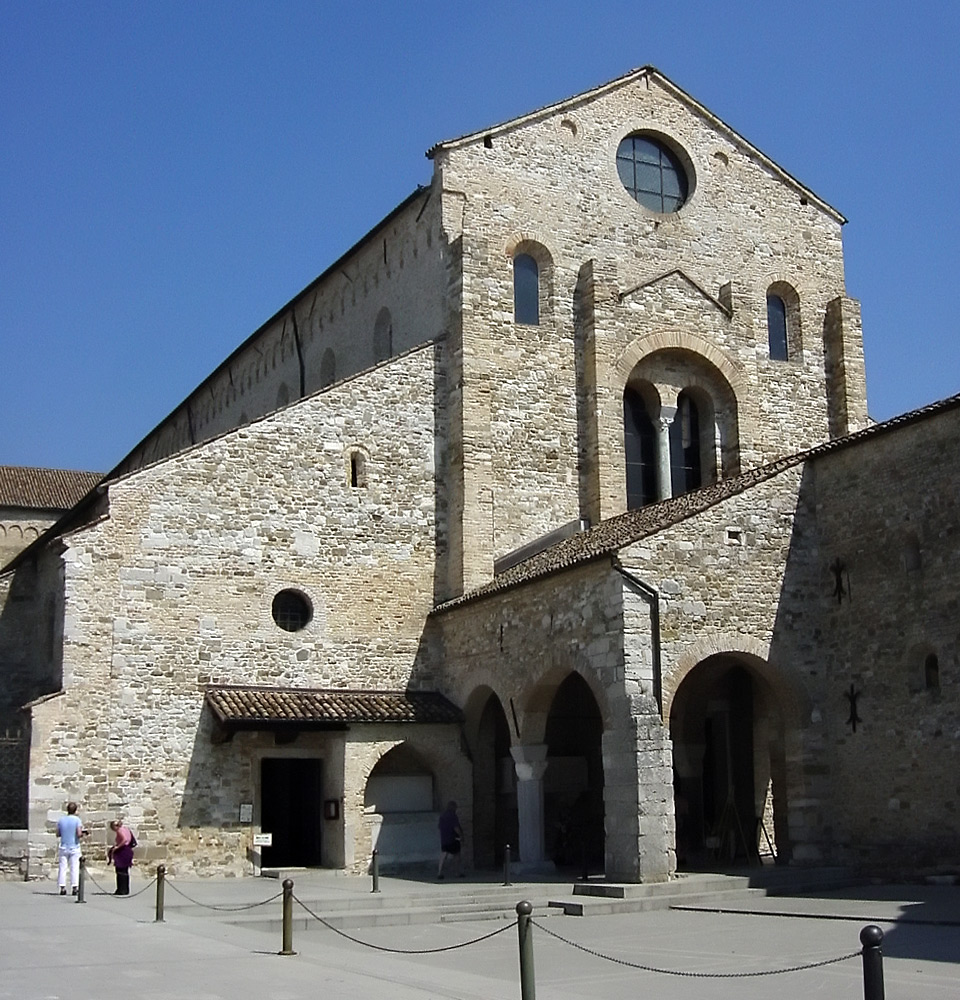
La basilique patriarcale d'Aquilée.

L’archidiocèse d’Aquilée et celui de Milan furent des Églises italiennes qui n’acceptèrent pas la condamnation des écrits de Théodore de Mopsueste, Théodoret de Cyr et d’Ibas d'Édesse décrétée par Justinien et imposée de au pape Vigile. Les églises orthodoxes de l’Italie du Nord, ainsi que la papauté, ont vu cela comme un abus politique imposant des idées monophysites venues d’Arménie et de Syrie, de sorte que les divergences se transformèrent en véritable schisme. Le patriarche Paul I d’Aquilée, fort du rang apostolique de son siège, issu au Ier siècle, de l’évangélisation par saint Marc et ses disciples, prit parti pour l’orthodoxie et la papauté.
En 579, le pape Pélage II confia au patriarche Élie, successeur de Paul, l’administration de la province ecclésiastique de Vénétie et d’Istrie. Rome et Ravenne, sous le contrôle politique de l’empereur, interpellèrent directement les protagonistes du schisme. Leur tentative de conciliation ayant échoué, en 587, l’exarque Smaragde de Ravenne passa aux voies de fait en capturant Sévère, nouveau patriarche d’Aquilée, qu’il emprisonna pour un an, le contraignant lui et les évêques d’Istrie, à abjurer l’orthodoxie pour se plier aux volontés impériales. Mais les évêques, une fois libérés, revinrent à leurs convictions trinitaires, renforcés par l’occupation lombarde qui affaiblissait le pouvoir impérial : en 590, l’évêque Sévère réunit un synode à Marano Lagunare, où il déclara solennellement que l’acte d’abjuration lui avait été extorqué par la force.
Le royaume lombard, chrétien arien, profita du schisme pour ébranler le pouvoir romain en s’opposant à l’Église orthodoxe d’Italie et en s’emparant d’Aquilée, tandis que les cités de la Vénétie maritime, encore sous autorité impériale, adoptèrent progressivement une position plus neutre dans la querelle.

### La perte de la terre ferme

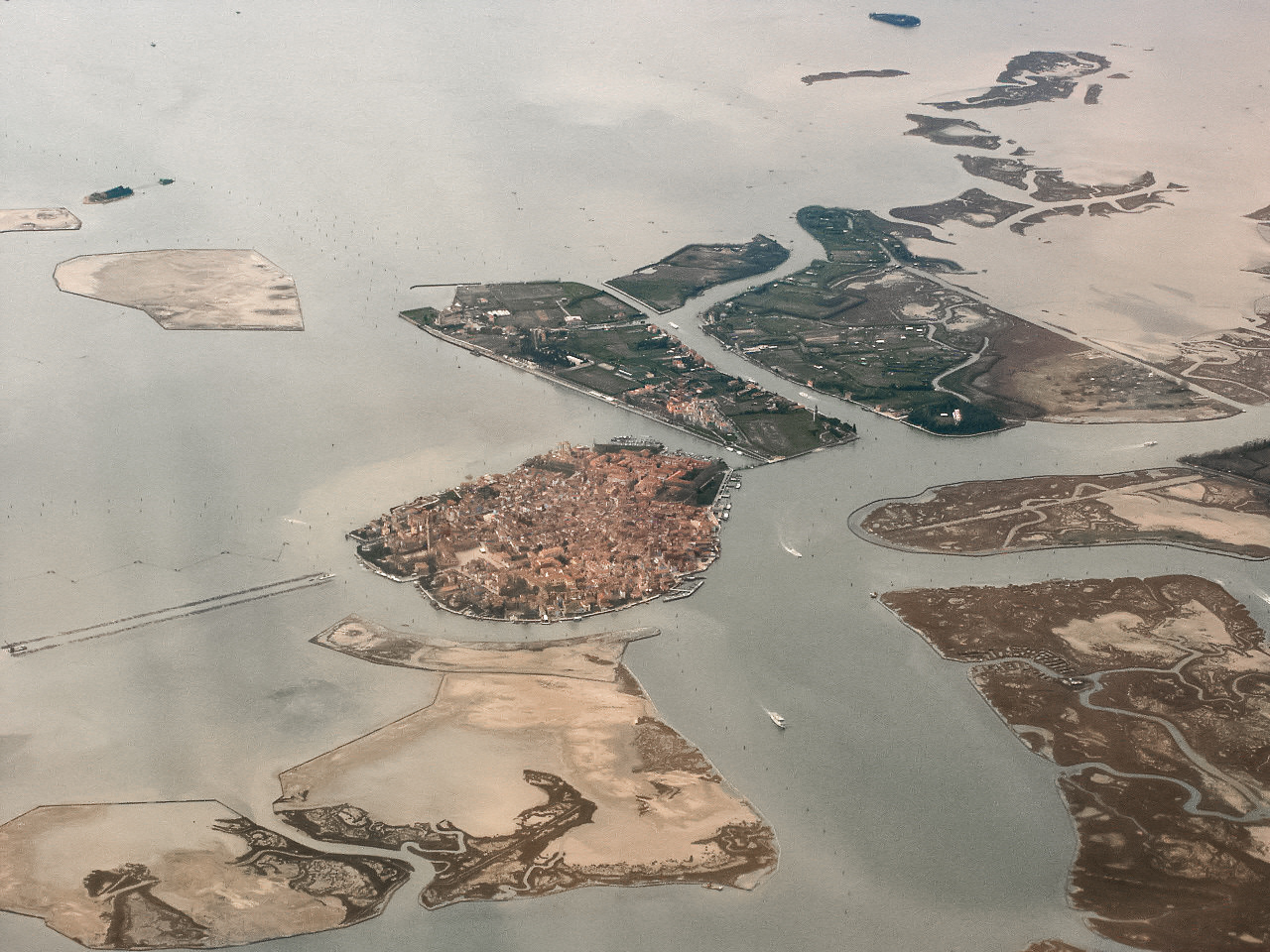
Burano et la lagune.

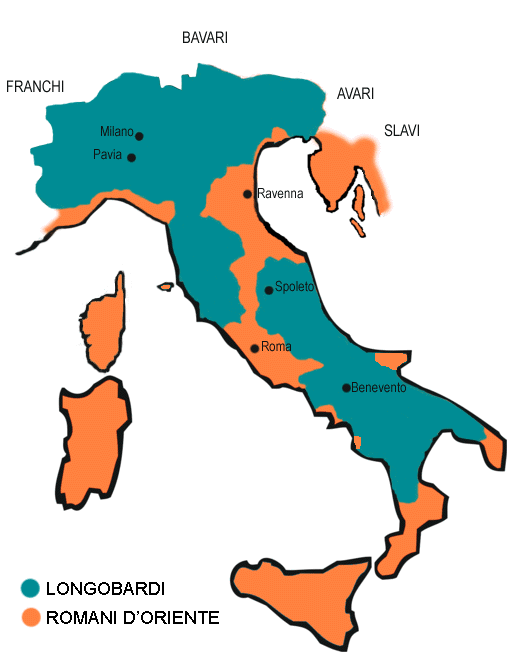
Les domaines byzantins au début du VIIe siècle, après la campagne de conquête conduite par le roi des Lombards Agilulf.

En 589, à la suite de la « rupture de la Cucca », les inondations bouleversèrent le territoire entier et y laissèrent de volumineuses masses de sédiments, modifiant le cours des principaux fleuves (Adige, Mincio, Brenta, Sile et Piave) et envasant des cités au bord de la lagune, dont Melidissa qui se trouva raccordée à la terre ferme. L'année suivante, les Francs et les italo-byzantins s'allièrent contre le roi lombard Authari, mais juste au moment où celui-ci étaient sur le point de capituler, les Francs abandonnèrent la partie et retournèrent en Francie. En 591, Agilulf, successeur d'Authari, conclut une paix séparée avec le roi franc Childebert, et les Italo-byzantins durent renoncer à leur plan de reconquête de la péninsule. En Vénétie, seul Altinum réintégra l’exarchat. Dès cet instant, les Lombards, avec le soutien des Avars et des Slaves, commencèrent une série de raids en Istrie puis le long des confins vénètes : en 610, Agilulf conquit Padoue et Monselice, causant une seconde vague migratoire d'Italo-byzantins vers les cités lagunaires de Brondolo, Clodia, Popilia, Metamauco et Spinalonga. En Vénétie, toujours plus isolée du reste du territoire italo-byzantin, la population augmenta fortement dans les zones lagunaires, induisant un nouveau développement urbain et un renforçant les cités déjà existantes. Quand le royaume lombard fut hérité par Rothari, les attaques contre les territoires italo-byzantins s’intensifièrent et, en Vénétie, s’étendirent jusqu’au moindre lambeau de terre ferme, ne laissant à l'Empire romain d'Orient que les îles lagunaires.

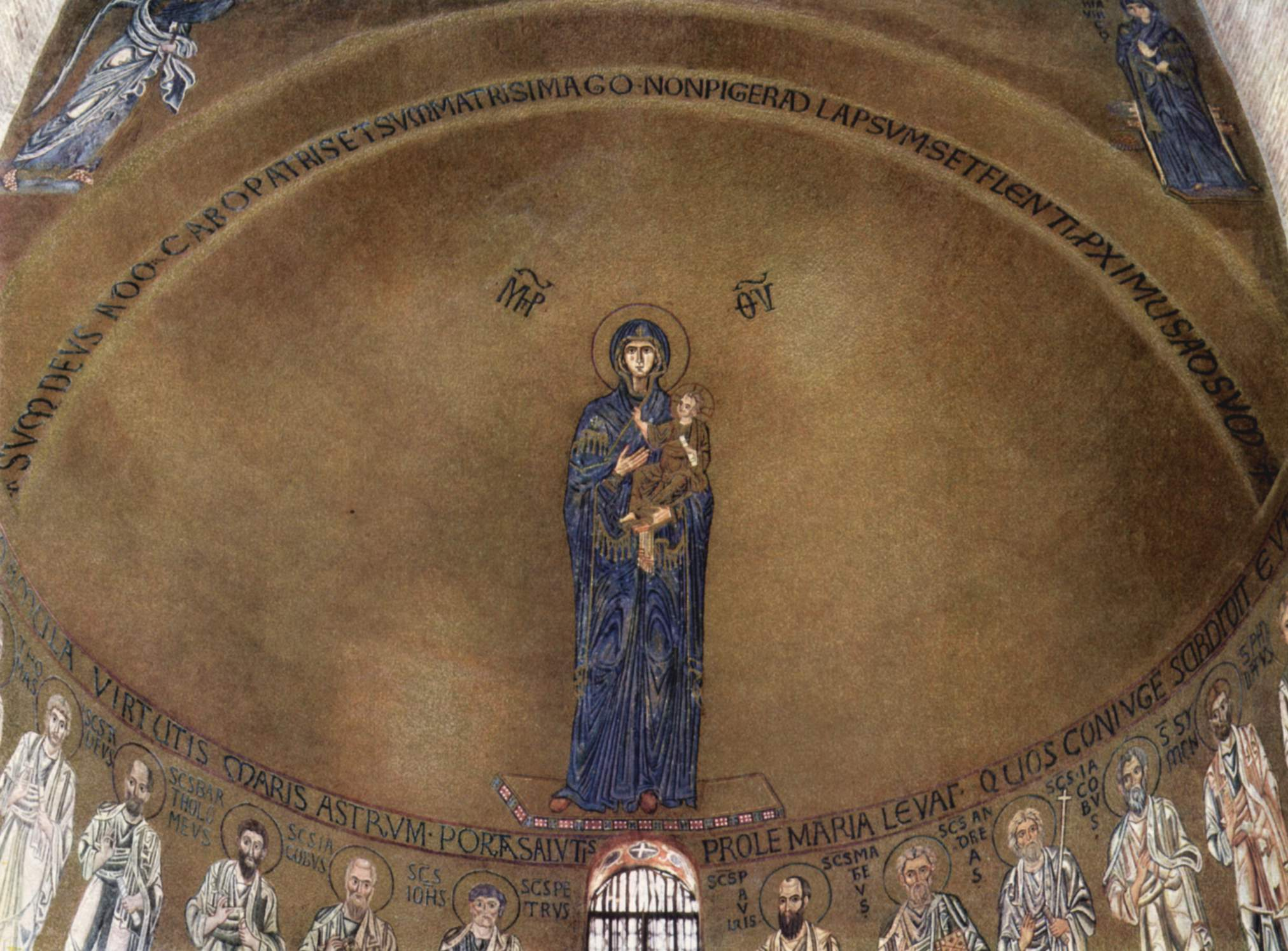
Mosaïque de la Vierge Odigitria à l’intérieur de la cathédrale de Santa Maria Assunta de Torcello.

L'expansion lombarde, arienne, exacerba les tensions à l'intérieur des Églises aquiléennes : en 606, quand les Églises sous autorité italo-byzantine nommèrent métropolite le patriarche Candinien, les Églises des territoires lombards leur opposèrent Jean Ier d'Aquilée, qui pour sa part condamna le métropolite de Grado et se réinstalla à Aquilée, sous la protection de Gisulf II du Frioul. Cet épisode provoqua la scission du patriarcat en deux sièges rivaux d’Aquilée et de Grado, chacun revendiquant l’exclusive légitimité. L’Istrie et les lagunes, fidèles à l’Empire, finirent par se séparer du reste de la Vénétie et du Frioul qui échappèrent dès lors à l'autorité impériale.
Vers l’année 616, sous le pontificat du pape Adéodat Ier, la cité de Concordia tomba également dans les mains lombardes : l’évêque du lieu et la population se réfugièrent à Caorle, où le premier installa son nouvel évêché. Les seules cités de la terre ferme à résister encore aux Lombards étaient Altinum et Opitergium. Ici, probablement entre 619 et 625, le patricien italo-byzantin Gregorio massacra par traîtrise les ducs lombards du Frioul : Caco et Tasone, fils de Gisulf II : l'épisode resta dans la mémoire de l’autre fils de Gisulf qui échappa à l’embuscade, Grimoald, qui, devenu roi, rasa Opitergium en 667.
La proche cité lagunaire de Melidissa fut rebaptisée Heracleia (ou Eraclea) vers 628, en l’honneur de l’empereur Héraclius, victorieux en Orient sur les Perses de Khosro II et libérateur de la Vraie Croix. Avec la chute d'Opitergium, la cité de Heracleia devint le nouveau siège des fonctionnaires italo-byzantins provinciaux qui réorganisèrent la vie civile pour faire face à la nouvelle géographie lagunaire et à l’avancée rapide des Lombards, conduits par Rothari, roi des Lombards depuis 636, maître depuis 639 d'Altinum et d'Opitergium dont la population avait fui dans la lagune. À Heraclia, la nouvelle cathédrale accueillit Magnus, évêque d'Opitergium, alors qu’en 639, par ordre de l’exarque Isaac, fut élevée la nouvelle Cathédrale Santa Maria Assunta de Torcello, pour accueillir le siège épiscopal de l’évêque d’Altinum.

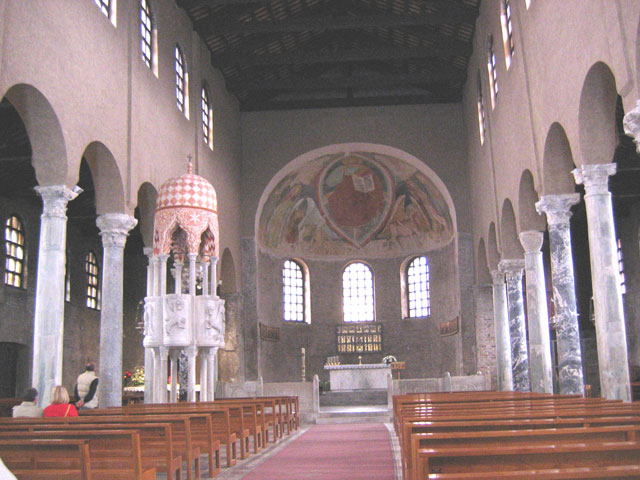
La basilique de Sant'Eufemia (Grado)

Ces mouvements de population augmentèrent de manière exponentielle le nombre d'habitants de la ceinture de grands centres commerciaux de Torcello, sur les îles de Costanziaco, Ammiana, Burano, Maiurbum, Olivolo et surtout Rivo Alto, ces deux dernières localités étant situées sur les barene longeant la velma de la Brenta, site de la future Venise,, qui s’étendront comme .
En 692, éclata dans l’Exarchat de Ravenne une révolte des orthodoxes contre l’empereur Justinien II qui avait tenté d’arrêter le pape Serge Ier. Après sa seconde intronisation, Justinien II voulut punir les rebelles en massacrant un grand nombre de notables à Ravenne et en condamnant la pratique latine du célibat sacerdotal, en application des normes canoniques du concile in Trullo. Les habitants réagirent par une nouvelle et dure révolte guidée par Giorgio Ioanniccio, qui secoua tout l’Exarchat mais fut finalement étouffée.

### La naissance du duché

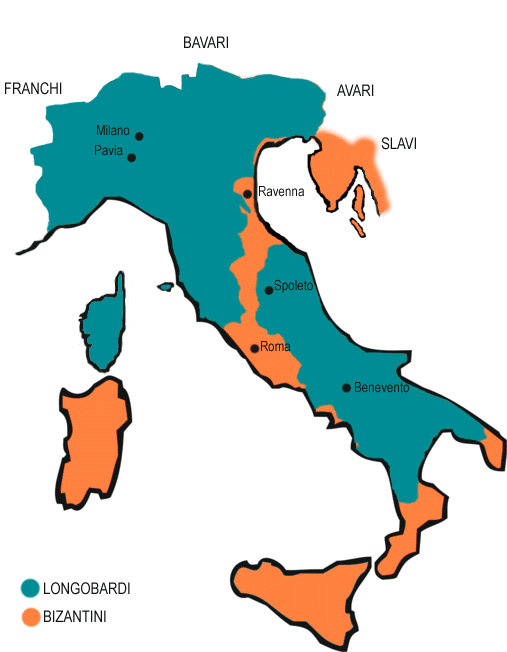
Carte de l'Italie byzantine au début du VIIIe siècle, époque du traité avec Liutprand qui définissait les confins de la Venetia maritima.

Entre la fin du VIIe siècle et le début du VIIIe siècle, une nouvelle réforme politique investit la Vénétie maritime : comme les autres territoires de l'Italie byzantine, elle fut transformée en duché,. Selon la tradition, le premier duc de la Vénétie fut Paul Luc Anaphestos (Paoluccio Anafesto) dont le gouvernement fut mis en place en 697 par Andrea Dandolo, durant le règne de l'empereur Léonce, alors que Giovanni da Venezia le fait remonter aux années de la régence impériale d'Anastase II, donc autour de 713. Le nouveau duc consolida les confins par un traité avec le roi lombard Liutprand, réussissant même à préserver l’autonomie ecclésiastique de Grado, menacée en 699 par le synode de Pavie, au point qu’en 717 le pape Grégoire II décréta l’élévation du siège au titre de patriarcat de Grado. Vers la même époque, Paul Luc Anaphestos tombe dans une conjuration organisée par les nobles d’Aquilée. Son ancien magister militum Marcello Tegalliano, lui succède en pleine crise iconoclaste. L'Italie n'est pas épargnée et de nombreux ducs italo-byzantins s’élèvent contre Constantinople et Ravenne, dont le Vénitien Orso Ipato.
En 732, les Lombards en profitent pour occuper Ravenne, et le pape Grégoire III exhorta le duc Orso à se porter au secours de l'exarque Eutychès. Grâce à Orso, la capitale de l'exarchat est reconquise. À la suite de l'assassinat du duc Orso, impliqué dans un énième affrontement entre Heraclia et Equilio, Eutychès ordonna en 738 que le gouvernement du duché fut confié à des magistrats militaires annuels, les Magister militum. Se fiant à la fidélité de la Vénétie maritime à l'Empire et sachant qu'il y trouverait des fiancements, Eutychès revint en 740 dans la lagune alors lorsque les Lombards occupèrent à nouveau Ravenne. L'année suivante, Eutychès reprit Ravenne avec l’aide du magister militum Gioviano Cepanico. En 742, les nouveaux heurts entre Heraclia et Equilio sont provoqués par le magister militum d’Heraclia, Giovanni Fabriciaco. La capitale de la Venise maritime fut alors transférée à Metamauco, et par édit impérial les Vénètes se voient conférer un haut degré d’autonomie avec la nomination d'un Dux, Teodato Orso-Ipato.

## Économie

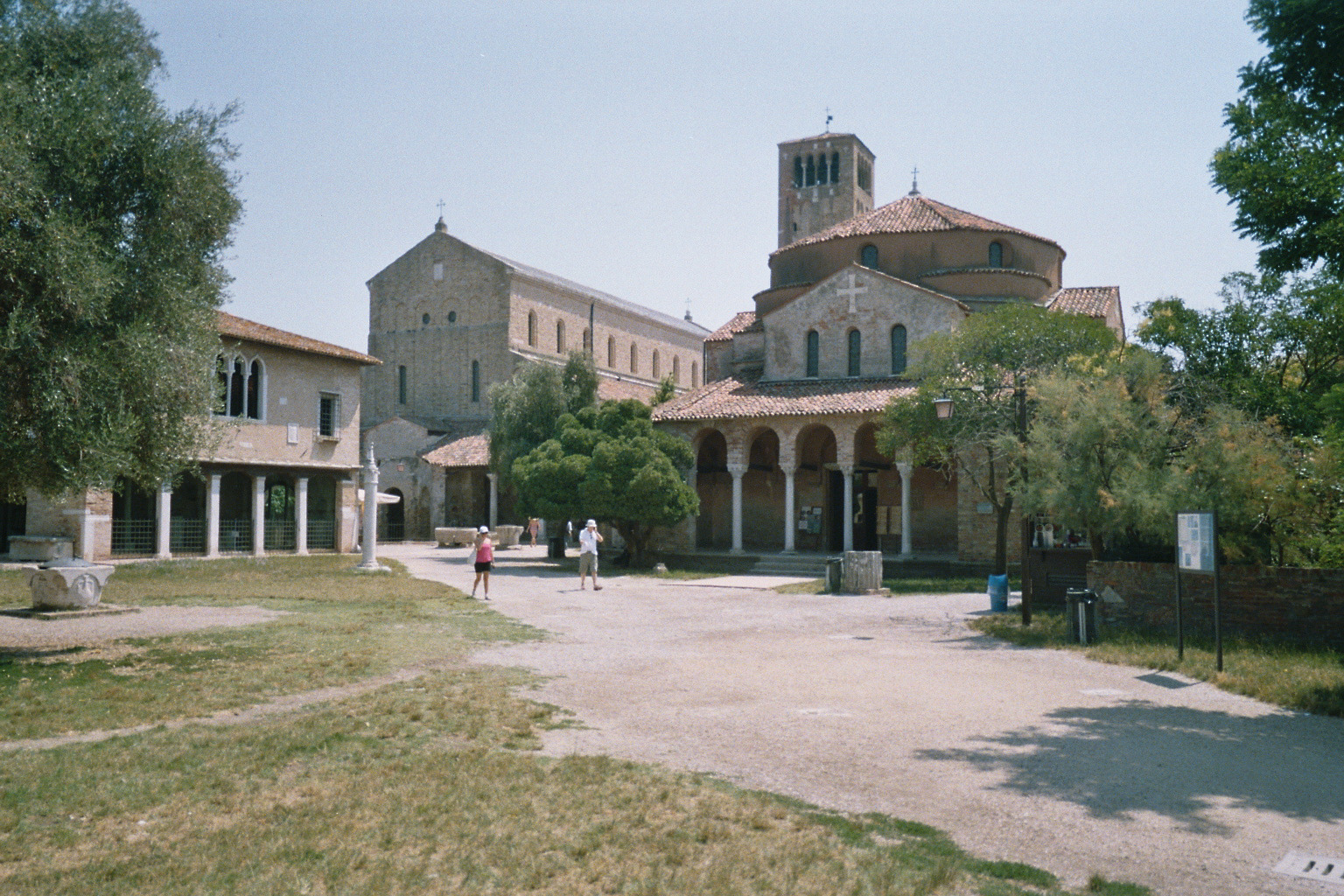
La basilique Santa Maria Assunta (Torcello) et l’église Santa Fosca

Des données sur l'économie de la Venise maritime ont été recueillies grâce à une série d’études effectuées sur les fouilles archéologiques de Torcello vers le milieu des années 1950. Originellement le territoire de la lagune, de l’Antiquité jusqu’au Haut Moyen Âge, était surtout affecté à la production du sel où, pour une part mineure, liée à la pêche et à l'exploitation des cannes. La navigation apparaissait déjà importante à l’époque du règne de Vitigès, roi Goths, et de son ministre Cassiodore.
Le système économique romain s'est maintenu jusqu’au temps de Narsès : les divers métiers se réunissaient déjà en corporations, dites scholae, protégées par un patron : représentant ainsi les arts des forgerons, des tisserands, des lavandières, des marchands, des boutiquiers, des tailleurs de pierre, des potiers, des peintres…

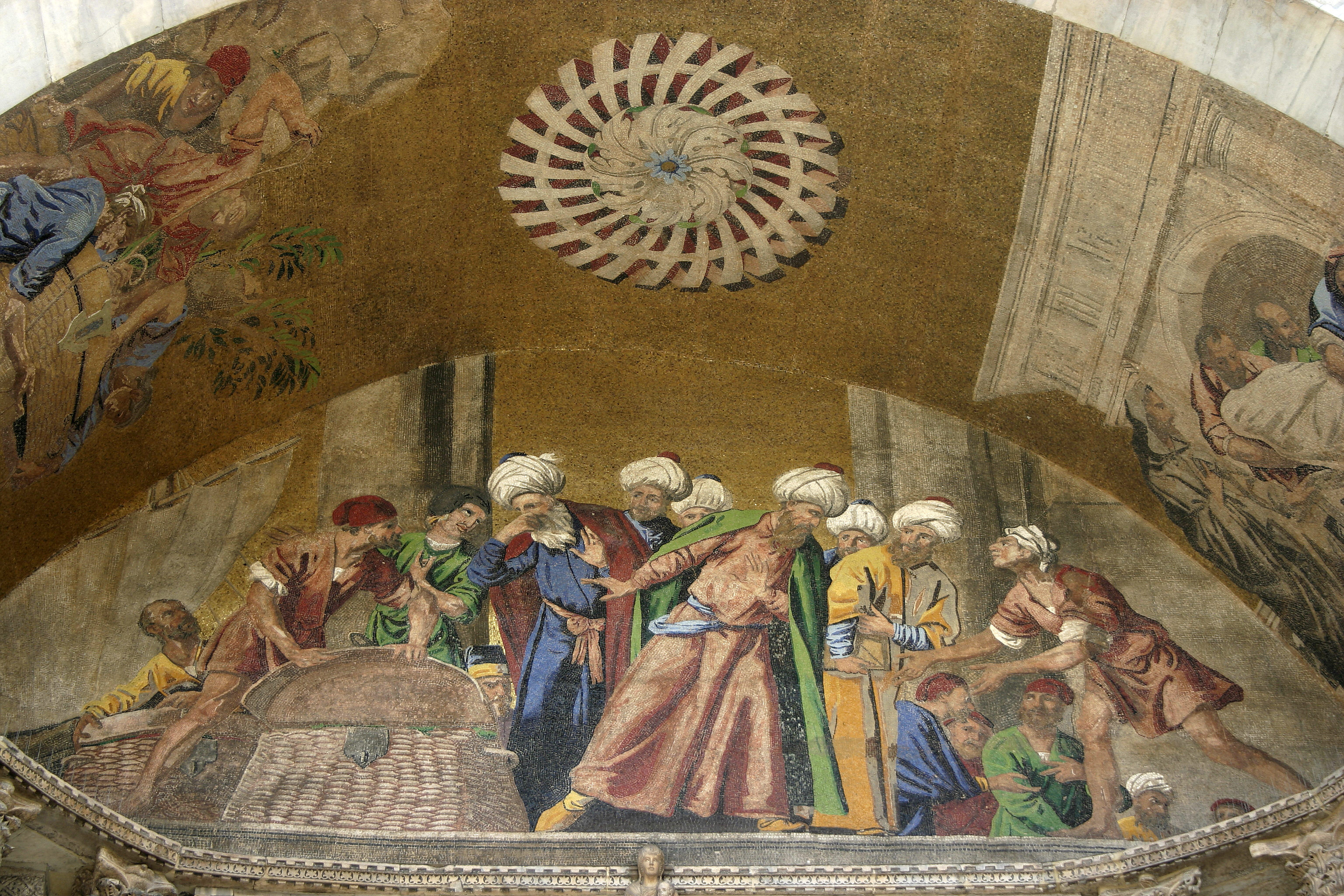
translation de saint Marc : mosaïque de la basilique Saint-Marc à Venise.

L'augmentation de la population dans la lagune à la suite de l'invasion lombarde impliqua une mutation radicale de l’économie des zones humides qui devinrent un véritable marché. Une production agricole et sylvicole assez consistante se développa, avec même des produits d’exportation comme le pin parasol, le noyer, le noisetier, le pêcher et le prunier, ainsi que la vigne et le concombre (variétés locales encore présentes à Torcello). Une seconde transformation du territoire fut l'urbanisation qui vit croître la demande et la production de produits artisanaux, de céramiques et de verreries. Déjà en 639 dans l’église de Torcello apparaissent les premières mosaïques à base de verre. Torcello devint un grand centre commercial (« μέγαν ἐμπόριον » - megan emporion) au temps de Constantin VII Porphyrogénète ; le bois des pieux enfoncés dans la vase, le cuir de bovins utilisé pour y poser les fondations et la pierre de construction devaient cependant être importés de la terre ferme.

### Le développement commercial
Le territoire soumis au développement des activités commerciales vénitiennes est alors la plaine padano-vénète, la vaste portion côtière de Ravenne à Trieste, l'Istrie et la Dalmatie, parcourues par les vias Annia et Postumia, par le cours des fleuves et canaux navigables alimentant le système lagunaire, et par les routes maritimes de l'Adriatique. Ce lien commercial continu, malgré les divers conflits, reste ininterrompu jusqu’à la fin VIIIe siècle. Quand le pape Adrien Ier confisqua les possessions vénitiennes de l'archidiocèse de Ravenne et bannit les marchands vénitiens de l’Exarchat, l'économie vénitienne, qui jusque-là était contrôlée par les propriétaires terriens et orientée par leurs exigences financières, fut contrainte à s’orienter radicalement vers le commerce notamment maritime, et bien des patriciens devinrent armateurs, formant progressivement une thalassocratie. Les rapports politiques privilégiés avec l’Orient, hérités de la période byzantine, permirent à la population vénitienne de s'assurer des monopoles comme celui du commerce des teintures pourpres, des peaux ou du textile asiatiques (dont la soie), sans oublier le marché des esclaves qui permit pendant des siècles aux Vénitiens de razzier le monde grec et slave pour vendre la « récolte » dans le monde islamique.
La flotte militaire vénitienne fut fréquemment sollicitée, tant par les armateurs privés que par les gouvernements locaux, dès le début des patrouilles sur l’Adriatique, de l'Istrie jusqu’à Otrante, contre la piraterie, renforcée par de puissants navires construits sur le modèle du dromon impérial byzantin, dit galère,.